# Cai Qi (judoka)
Cai Qi (8 de junio de 1995) es una deportista china que compite en judo. Ganó dos medallas en el Campeonato Asiático de Judo, en los años 2022 y 2024, ambas en la categoría de –57 kg.

## Palmarés internacional
| Campeonato Asiático | Campeonato Asiático    | Campeonato Asiático | Campeonato Asiático |
| Año                 | Lugar                  | Medalla             | Categoría           |
| ------------------- | ---------------------- | ------------------- | ------------------- |
| 2022                | Nursultán (Kazajistán) | Medalla de plata    | –57 kg              |
| 2024                | Hong Kong (China)      | Medalla de bronce   | –57 kg              |